# Bouillancy
Bouillancy ist eine französische Gemeinde mit 425 Einwohnern (Stand: 1. Januar 2022) im Département Oise in der Region Hauts-de-France. Sie gehört zum Kanton Nanteuil-le-Haudouin im Arrondissement Senlis. Bemerkenswert ist, dass sich die Mairie (Bürgermeisterei) der Nachbargemeinde Réez-Fosse-Martin in der Gemeinde Bouillancy befindet.

## Lage
Die Gemeinde Bouillancy liegt an der Quelle des Baches Gergogne in der Landschaft Valois, 19 Kilometer nördlich von Meaux. Sie grenzt an die Nachbargemeinden Villers-Saint-Genest im Norden, Betz im Nordosten, Acy-en-Multien im Osten, Réez-Fosse-Martin im Südosten, Brégy im Süden und Südwesten sowie Chèvreville im Westen.

## Bevölkerungsentwicklung
| Jahr                       | 1962 | 1968 | 1975 | 1982 | 1990 | 1999 | 2006 | 2013 | 2021 |
| -------------------------- | ---- | ---- | ---- | ---- | ---- | ---- | ---- | ---- | ---- |
| Einwohner                  | 330  | 275  | 229  | 279  | 354  | 360  | 383  | 371  | 422  |
| Quellen: Cassini und INSEE |      |      |      |      |      |      |      |      |      |

## Sehenswürdigkeiten
- Kirche Saint-Pierre-Saint-Paul, seit 2012 Monument historique

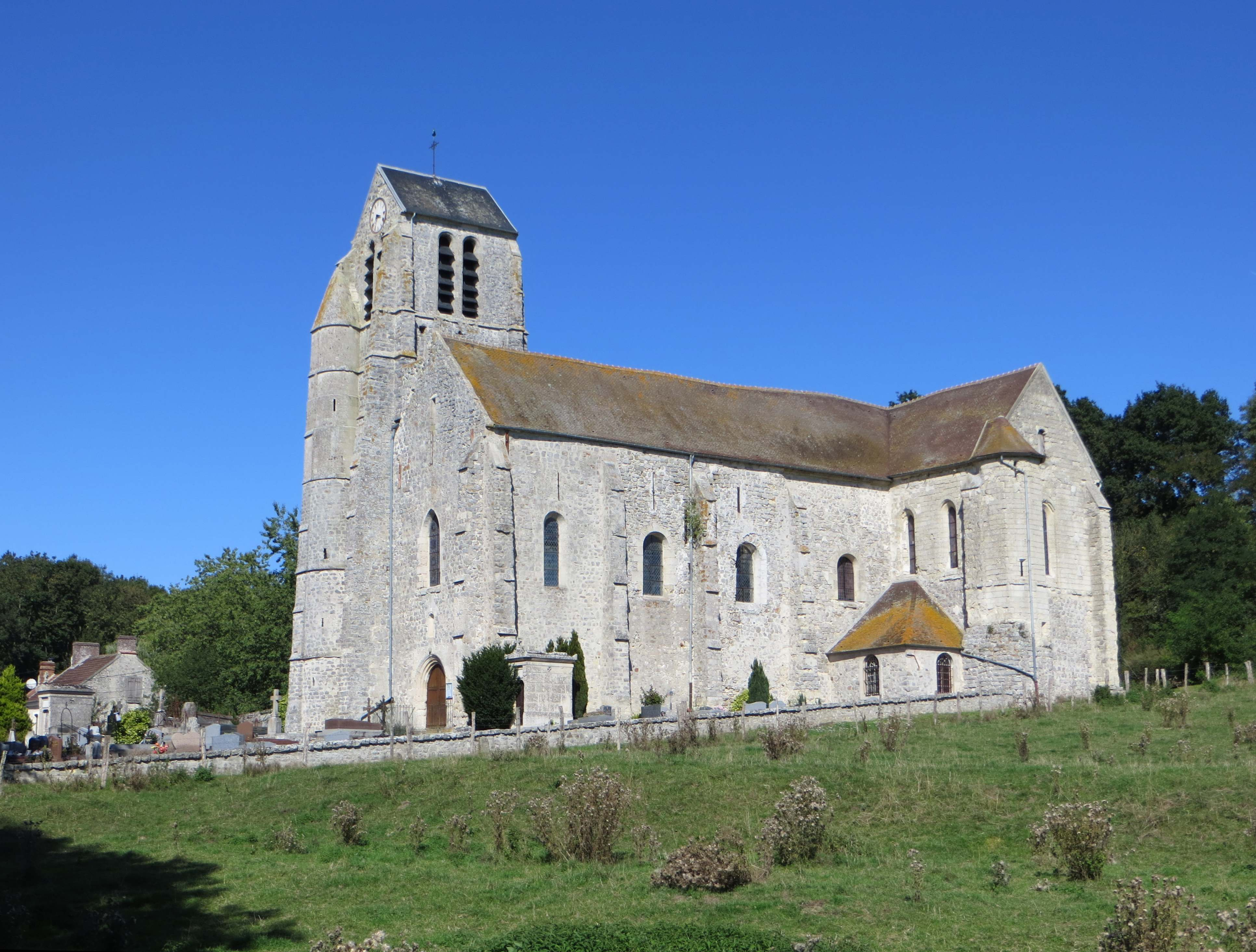
Kirche Saint-Pierre-Saint-Paul